# Estación Toconey
Toconey es una estación de ferrocarril que se ubica en la localidad homónima de la comuna chilena de Pencahue en la Región del Maule. Esta estación es detención del ramal Talca-Constitución, de trocha métrica (1000 m). El servicio de pasajeros, actualmente Tren Talca-Constitución, a principios de la década de 1990 corría con automotores Schindler. Posteriormente se han ocupado automotores Ferrostaal, hasta la fecha de hoy. Los busescarril Ferrostaal generalmente llevan una composición de un coche motor (ADIt) y un remolque (AIt).

## Historia
La estación fue inaugurada el 1 de noviembre de 1894, formando parte de la primera extensión del ramal, desde Curtiduría hasta Pichamán. Inicialmente tenía el nombre de «Tanhuao», sin embargo este fue modificado a «Toconey» mediante decreto del 11 de octubre de 1946 debido a la confusión que generaba en los viajeros dado que los baños termales del mismo nombre se encuentran alejados de la estación ferroviaria.
La estación que existe en el lugar está construida con albañilería y posee dos volúmenes principales: uno para las oficinas de la estación propiamente tal, y otro para albergar la vivienda de la familia que cuida las instalaciones.
Anteriormente en las inmediaciones de la estación existió también una fábrica de tejas y ladrillos llamada «Las Palmas». También se realizan trillas a yegua suelta, actividad para realizar la molienda del trigo.

## Servicios actuales
- Tren Talca-Constitución